# Kühllast
Die Kühllast ist eine aus einem Raum konvektiv abzuführende Wärmelast, die notwendig ist, um einen vorgegebenen Raumluftzustand zu erreichen oder zu erhalten. Sie teilt sich nach VDI 2078 in äußere Kühllasten und innere Kühllasten ein.
Die Kühllast wird in Deutschland nach der VDI 2078:2015 berechnet, in Österreich nach der ÖNORM H 6040.

## Äußere Kühllasten
Unter äußeren Kühllasten versteht man diejenigen Kühllasten, welche durch Sonneneinstrahlung und warme Außenluft Energie in das Gebäude einbringen, und somit zu seiner Erwärmung führen. Dazu gehören:
- Wärmestrom durch Außenwände
- Wärmestrom durch Dächer
- Transmissionswärmestrom durch Fenster
- Strahlungswärme durch Fenster
- Wärmeeintrag durch Fugenlüftung

Die Summe dieser Faktoren ergibt die äußere Kühllast eines Gebäudes oder Raumes.

## Innere Kühllasten
Unter inneren Kühllasten versteht man diejenigen Kühllasten, welche durch Energieumwandlungsprozesse, die im Inneren des betrachteten Raumes oder Gebäudes stattfinden, entstehen und zu einer Erwärmung des Raumes führen. Dazu gehören:
- Wärmeabgabe von etwa 120 Watt pro Person[1]
- Wärmeabgabe durch Beleuchtung
- Maschinen- und Gerätewärme
- Wärmeeintrag durch Stoffdurchsatz
- Wärme durch chemische Reaktionen
- Wärmestrom von Nachbarräumen

### Latente Wärmelasten
Eine besondere Form der inneren Kühllasten sind sogenannte latente Wärmelasten. Diese sind nicht spürbar, weil der Raum sich (noch) nicht durch sie erwärmt hat. Es handelt sich hierbei um die Verdampfungsenthalpie des in der Raumluft enthaltenen Wasserdampfes. Wenn dieser Wasserdampf kondensiert (z. B. durch eine Abkühlung des Raumes durch eine Klimaanlage), wird die enthalpisch gespeicherte Energie des Wasserdampfes – die Kondensationsenthalpie – frei, und führt dem Raum Energie zu, die jetzt zu einer Erwärmung und somit einem zusätzlichen Leistungsbedarf der Klimaanlage führt.
Die Summe dieser Faktoren ergibt die innere Kühllast eines Gebäudes oder Raumes.

## Verfahren
Die VDI 2078 unterscheidet ein vereinfachtes und ein ausführliches Verfahren. Die Besonderheit des Verfahrens ist, dass nicht die Raumkühllast für einen beliebigen Zeitpunkt berechnet wird, sondern für einen speziellen Maximalpunkt.
Hierzu wird die Kühllast jedes einzelnen Raumes für besonders heiße Monate des Jahres anhand eines Beispieltages mehrfach im Abstand einer Stunde berechnet (z. B. Juli: 09:00 Uhr, 10:00 Uhr, 11:00 Uhr... 17:00 Uhr, 18:00 Uhr). Hierbei ist besonders darauf zu achten, dass durch die Speichermasse der Wände im Verhältnis zur Raumfläche enorme Zeitverzögerungen auftreten können, die zu höchst unterschiedlichem Temperaturverhalten verschiedener Räume im selben Gebäude führen. Allgemein kann man sagen, dass kleine Räume aufgrund des größeren Masse/Fläche-Verhältnisses eine größere Zeitverzögerung bei der Aufheizung (und Abkühlung) erreichen, als (in gleicher Bauweise gebaute) größere Räume.
Um die Gebäudekühllast zu ermitteln, wird die Summe über die stundenweisen Ergebnisse der raumweisen Betrachtung gebildet, (also alle 11:00 Uhr-Berechnungen des jeweiligen Tages werden addiert, alle 12:00 Uhr Berechnungen usw.). Nur das Maximum all dieser Summen stellt die Gebäudekühllast dar.
Das Verfahren ist durch diese notwendige, mehrfache Berechnung aufwändiger als die Ermittlung der Heizlast, welche nur für einen einzigen Zeitpunkt betrachtet werden muss, da Zeitverzögerungen hier nicht relevant sind.

## Normen
Eine für Deutschland gültige Berechnung ist in der VDI 2078:2015 enthalten.
Eine für Österreich gültige Berechnung ist in der ÖNORM H 6040 enthalten.
Eine Berechnung des Kühlwärmebedarfs kann mit der ÖNORM B 8110-8 erfolgen.